# 弾左衛門
弾左衛門（だんざえもん）は、江戸時代の穢多・非人身分の頭領。穢多頭（えたがしら）。江戸幕府から関八州（水戸藩、喜連川藩、日光神領などを除く）・伊豆全域、及び甲斐都留郡・駿河駿東郡・陸奥白川郡・三河設楽郡の一部の被差別民を統轄する権限を与えられ、触頭と称して全国の穢多非人に号令を下す権限をも与えられた。「穢多頭」は幕府側の呼称で、みずからは代々長吏頭（ちょうりがしら）矢野弾左衛門と称した。また、浅草を本拠としたため「浅草弾左衛門」とも呼ばれた。

## 概要
戦国時代において、関東の穢多非人の有力者は小田原近在の山王原の太郎左衛門であり、弾左衛門は鎌倉近在の由比ヶ浜界隈の有力者に過ぎなかった（ただし、太郎左衛門家の権力も、それほど強いものではなかったとされる）。ところが、1590年に後北条氏が滅亡し、代わって徳川家康が関東の支配者となった。小田原太郎左衛門は後北条氏より出された証文を根拠に引き続き穢多非人の支配権を主張したが、家康は証文を没収し、代わって弾左衛門に与えたという。
弾左衛門は、非人、芸能民、一部の職人、遊女屋、死体処理・動物の解体・皮革の加工といった職業に従事する者たちなどを支配するとされていた（「弾左衛門由緒書」偽書）。このうち職人などは早い時期に支配を脱した。しかし1708年に京都の傀儡師（（人形使い）・小林新助が、弾左衛門が江戸での興行を妨害した件で江戸町奉行に訴えこれに勝訴したため、これにより傀儡師・歌舞伎役者といった芸能民も弾左衛門の管轄から外れることとなった。
1713年初演の歌舞伎十八番の一つ『助六』は、市川團十郎 (2代目)が悪辣な弾左衛門の支配から脱した喜びから制作したもので、悪役の髭の意休は、1709年に死去した弾左衛門集久をモデルにしたといわれている（特に初期の公演では、意休が弾左衛門であることがはっきり分かる描写があった。）。これに刺激を受け、非人頭の車善七が訴え出たが、弾左衛門が勝訴した（1722年）。非人は下層芸能民である猿飼（猿回し）・乞胸と並び、幕末まで弾左衛門の支配下に置かれるにいたった（ただし、一部の猿回し・芝居・能師・三河万才は、安倍晴明の子孫であり陰陽道宗家となっていた土御門家の管理下に置かれていた）。
穢多頭は皮革加工や燈芯（行灯などの火を点す芯）・竹細工などの製造販売に対して独占的な支配を許され、多大な資金を擁して権勢を誇った。弾左衛門支配下の皮革産業は武具製造には欠かせない軍需産業であり、当時の為政者から保護される存在であった。弾左衛門の地位は世襲とされ、幕府から二本差等、様々な特権を与えられ、支配下からの莫大な収益からその生活は豊かであった。巷間旗本や大名と比較され、格式1万石、財力5万石などと伝えられた。支配下の穢多･非人の困窮と対称的な振舞い等で悪評名高い歴代弾左衛門像も多数伝えられる。
また一般の庶民と同様、矢野という名はあくまで私称であり、公文書に使用されることはなかった。
『弾左衛門由緒書』等に依れば、秦から帰化した秦氏（波多氏）を祖先に持つとされ、平正盛の家人であった藤原弾左衛門頼兼が出奔して長吏の頭領におさまり、1180年、鎌倉長吏頭藤原弾左衛門が源頼朝の朱印状を得て中世穢多非人の頭領の地位を確立したとされる。しかし、江戸時代以前の沿革についての確証はなく、自らの正統性を主張するためのものとみられている。しかし、江戸幕府がこの主張を認めたのは、太郎左衛門より弾左衛門を支配者にした方が都合が良く、その点で両者の利害が一致したからではないかといわれている。
弾左衛門屋敷は山谷堀の今戸橋と三谷橋の間に位置し、現在の東京都立浅草高等学校の運動場あたり（東京都台東区今戸1-8-13）である。屋敷一帯は、浅草新町とも弾左衛門囲内とも呼ばれた広い区画であったが、周囲を寺社や塀で囲われ内部が見通せない構造になっていた。屋敷内には弾左衛門の役宅や私宅のほか蔵や神社が建ち、300から400人の役人家族が暮らす住宅もあった。弾左衛門は支配地内の配下は勿論のこと、関東近国の天領の穢多非人についても裁判権を持っており、罪を犯したものは屋敷内の白州で裁きを受け、屋敷内に設けられた牢屋に入れられた。関東大震災と東京大空襲の被害を受けたこともあり、弾左衛門にかかわる遺構はほとんど残っていない。部落の神社も近くの今戸神社に合祀され、その痕跡もない。
幕末に活躍した第13代弾左衛門は、長州征伐で幕府に協力した功労によって、慶応4年（1868年）1月29日に配下65名とともに平人に引き上げられ、弾内記と名乗った。明治維新後に弾直樹と改名し、近代皮革・洋靴産業の育成に携わり、1889年（明治22年）に死去した。弾（矢野）家の菩提寺は、屋敷跡向かいにある真宗大谷派本龍寺（元和3年（1617年）建立）である。

## 歴代弾左衛門
以下は歴代弾左衛門の概要である。　
| 代 | 諱                               | 法名                           | 在職期間        | 生没年                 |
| -- | -------------------------------- | ------------------------------ | --------------- | ---------------------- |
| 1  | 弾左衛門集房                     | 浄證院集開                     |                 | ? - 1617年7月17日      |
| 2  | 弾左衛門集季（小次郎）           | 集道                           |                 | ? - 1640年10月3日      |
| 3  | 弾左衛門集信・集春（助右衛門）   | 乗蓮                           |                 | ? - 1669年4月26日      |
| 4  | 弾左衛門集久（介次郎）           | 乗誓                           | 1669年 - 1709年 | ? - 1709年7月14日      |
| 5  | （吉次郎）                       |                                | （夭逝）        | ? - 1709年頃           |
| 6  | 弾左衛門集村（浅之助）           | 浄圓禅門・親松齊               | 1709年 - 1748年 | 1698年 - 1758年        |
| 7  | 弾左衛門集囿（勝之助・織右衛門） | 晴雲院釈集誓信士               | 1748年 - 1775年 | 1722年 - 1788年        |
| 8  | 弾左衛門集益（要人）             | 即生院釈真誓信士（墓石が現存） | 1775年 - 1790年 | 1746年 - 1790年4月2日  |
| 9  | 弾左衛門集林（浅之助）           | 凉應院釈諦成居士               | 1793年 - 1804年 | 1780年 - 1804年        |
| 10 | 弾左衛門集和（金太郎）           | 光照院釈速往居士（墓石が現存） | 1804年 - 1821年 | 1792年 - 1821年3月23日 |
| 11 | 弾左衛門集民（富三郎）           | 瑞華院釈能量居士               | 1822年 - 1828年 | 1808年 - 1828年        |
| 12 | 弾左衛門集司（周司） 弾譲        | 至誠院釈深明居士               | 1829年 - 1840年 | 1815年 - 1872年        |
| 13 | 弾左衛門集保（小太郎） 弾直樹    | 心樹院釈深楽居士               | 1840年 - 1868年 | 1823年 - 1889年        |

東京都台東区今戸の真宗大谷派寺院の本龍寺にある弾左衛門の墓には「矢野氏墓」と刻まれてあり、墓碑には1960年4月没の15代目の子孫まで全員が矢野姓で記されている。一方、兵庫県にある大規模な墓地には「弾」とあり、明治以降の子孫は弾姓を名乗っているという説もある。一方『台東区史: 通史編』には「「弾」が苗字であるかのように誤解される向きもあるが、「弾」を苗字として使ったのは十三代目だけだった。なお十三代目は、明治三年(一八七〇)十二月五日に「弾直樹」と改名し、その養子も「弾良祐」を名乗り、「弾」の苗字が継承される」とある。
初代直樹の四男祐之助（二代目直樹。別名は弾慎平、本龍寺墓碑では矢野慎平）は東京製皮合資会社の前身である弾北岡組を共同経営しており、1945年2月に没している。なお慎平は「弾慎平」名義で金20円を第2回同情融和大会（1921年）に寄付している。親戚は長野県松本市や栃木県宇都宮市、愛知県などに現存しているといわれる。後裔が仙台市にいるという説もある。
皮革産業資料館副館長の稲川實によると、2015年3月、銀座で「時代を彩った名靴・流行靴30選」と題する特別展が開かれた折、「アンケート用紙に住所氏名電話番号を書き、その上に戸籍謄本まで添え、『私の家系を五代遡ると、弾直樹に辿り着きます』、『弾慎平の長女寿美江は、私の祖母です』という方がおいでになった」という。